# Olga Rudel-Zeynek
Olga Rudel-Zeynek (z domu von Zeynek; ur. 28 stycznia 1871 w Ołomuńcu, Austro-Węgry, zm. 28 sierpnia 1948 w Grazu) – dziennikarka i austriacka polityk, w latach 1927–1928 pierwsza przewodnicząca Bundesratu (Rada Federalna).
Była działaczką Austriackiej Partii Chrześcijańsko-Społecznej (CS). Od 1919 wybierana na posłankę do Landtagu Styrii. Od 1920 do 1927 była posłanką do austriackiej Rady Narodowej i od 1927 do 1934 członkinią austriackiej Rady Federalnej (Bundesrat).
Od 1 grudnia 1927 do 31 maja 1928 i od 1 czerwca 1932 do 30 listopada 1932 była przewodniczącą Bundesratu.

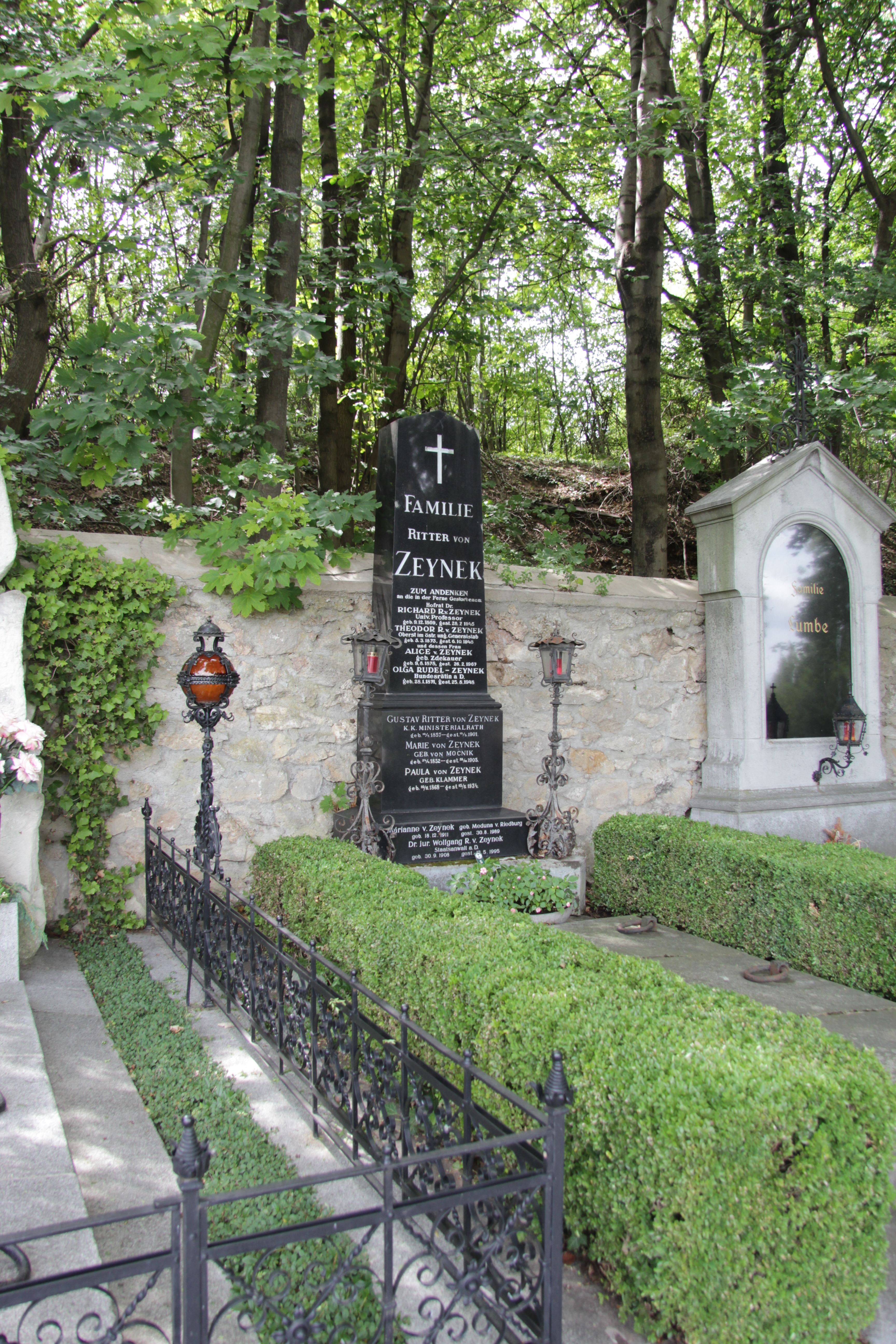
Grób von Zeynek, Mödling

Została odznaczona orderem Pro Ecclesia et Pontifice (1932) i Ehrenzeichen für Verdienste um die Republik Österreich, złotym krzyża 9 klasy (1931).
Olga Rudel-Zeynek była od 1897 żoną Rudolfa Rudela, pułkownika w 15 Pułku Piechoty Austro-Węgier i Feldmarschalleutnanta w 51 Brygadzie Piechoty, Cesarsko-królewska Obrona Krajowa – rozwód w 1918 r.